# Microsoft Lumia 550
Il Microsoft Lumia 550 è uno smartphone di fascia medio-bassa prodotto dalla Microsoft che fa parte della serie Lumia, successore del Microsoft Lumia 540.
Presentato a New York il 6 ottobre del 2015, inaugura la serie x50 della gamma Lumia insieme al Microsoft Lumia 950 e al Microsoft Lumia 950 XL ed è uscito sul mercato nel novembre 2015, disponibile nei colori bianco e nero opaco.

## Caratteristiche tecniche

### Hardware
Il Lumia 550 è dotato di chipset Qualcomm Snapdragon 210 con CPU Quad-Core (4*Cortex-A7) a 1,1 GHz e GPU Adreno 304, di 1 GB di memoria RAM, di 8 GB di memoria interna espandibile con microSD fino a 256 GB, di uno schermo da 4,7" LCD IPS con risoluzione HD 1280*720 pixel (315 ppi), di una fotocamera posteriore da 5 megapixel f/2.4 con flash LED e registrazione video HD 720p a 30 fps, di una fotocamera anteriore da 2 megapixel f/2,8 con video 480p, del sensore di prossimità, dell'accelerometro e di una batteria agli ioni di litio removibile da 2100 mAh.

### Software
Il Lumia 550 è il primo smartphone della gamma Lumia ad essere equipaggiato con Windows 10 Mobile insieme ai fratelli maggiori Microsoft Lumia 950 e Microsoft Lumia 950 XL.
Il Lumia 550 è tra gli smartphone aggiornati al Windows 10 Mobile Creators Update nel 2017.

## Vendite
Il Lumia 550 è disponibile in Italia dal 7 dicembre 2015 al prezzo iniziale di 139 euro.